# Helmut Frohne
Helmut Frohne (* 4. Juni 1920 in Insterburg; † 12. Februar 1982) war ein deutscher Politiker und ehemaliger Landtagsabgeordneter (SPD).

## Leben und Beruf
Nach dem Schulbesuch mit dem Abschluss Abitur studierte er zwei Semester Volkswirtschaft, um dann zum Arbeitsdienst und Kriegsdienst eingezogen zu werden. Nach dem Ende des Zweiten Weltkrieges war Frohne als Kriminalbeamter, zuletzt als Leiter der Kriminalpolizei des Landkreises Recklinghausen tätig.
1957 wurde er Mitglied der SPD. Er war in zahlreichen Parteigremien vertreten. Mitglied der Gewerkschaft der Polizei wurde er 1946.

## Abgeordneter
Vom 26. Juli 1970 bis zum 27. Mai 1975 war Frohne Mitglied des Landtags des Landes Nordrhein-Westfalen. Er wurde im Wahlkreis 096 Recklinghausen-Stadt direkt gewählt.
Dem Stadtrat der Stadt Recklinghausen gehörte er ab 1964 an.